# Division II i ishockey 1961-62
Division II i ishockey 1961-62 var turneringen for mandlige ishockeyhold i den næstbedste række i det svenske ligasystem. Turneringen havde deltagelse af 68 hold, der spillede om fire oprykningspladser til Division I, og om at undgå 15 nedrykningspladser til Division III.
Holdene var inddelt i fire regioner: nord (18 hold), øst (16 hold), vest (16 hold) og syd (18 hold). I alle fire regioner var holdene inddelt i to puljer med 8-10 hold, og i hver pulje spillede holdene en dobbeltturnering alle-mod-alle. De otte puljevindere gik videre til oprykningsspillet til Division I, og som hovedregel blev de to dårligste hold i hver pulje rykket ned i Division III. I oprykningsspillet blev de otte puljevindere blev inddelt i to nye puljer med fire hold i hver, som begge spillede en dobbeltturnering alle-mod-alle. I hver af de to puljer var der to oprykningspladser til Division I på spil.
De fire oprykningspladser blev besat af:
- Mora IK, der vandt Division II Øst A, og som endte på førstepladsen i Oprykningsspil Nord.
- Alfredshems IK, der vandt Division II Nord B, og som endte på andenpladsen i Oprykningsspil Nord.
- Grums IK, der vandt Division II Vest B, og som endte på førstepladsen i Oprykningsspil Syd.
- Almtuna IS, der vandt Division II Vest A, og som endte på andenpladsen i Oprykningsspil Syd.

## Hold
Division II havde deltagelse af 68 klubber, heraf
- 4 klubber, der var rykket ned fra Division I: Alfredshems IK, GAIS, Grums IK og Hammarby IF.
- 17 klubber, der var rykket op fra Division III: Alvesta SK, Bonäs IK, Deje IK, Falu BS, Gottfridsbergs IF, IFK Helsingborg, IFK Lindesberg, IK Westmannia, Jörns IF, Malmbergets AIF, Mälarhöjdens IK, Norrbygärde IF, Nyköpings AIK, SK Servia, Skönvik/Sunds IF, Tegs SK og Tranebergs IF.

Klubberne var inddelt i fire regioner – nord (18 hold), øst (16 hold), vest (16 hold) og syd (18 hold) – og i hver region var klubberne inddelt i to puljer med 8-10 hold i hver pulje.
| Hold i Division II 1961-62 | Hold i Division II 1961-62 | Hold i Division II 1961-62 | Hold i Division II 1961-62 | Boden Clemensnäs Rönnskär IFK Kiruna Kiruna AIF Luleå Jörn Malmberget Skellefteå Alfredshem Älgarna Nyland Umeå Boston Skönvik/ Sund Sollefteå Teg Åsele Bonäs Falun Huge Warpen Ludvika Mora Sandviken Vansbro Göta, Hagalund, Hammarby, Mälarhöjden, Nacka, Stocksund, Sundbyberg og Traneberg Almtuna Fagersta Arboga Lindesberg Westmannia Servia Surahammar Örebro Deje Färjestad Grums Munkfors Sunne Viking Karlskoga Mariestad Kenty Remo Boxholm Gottfridsb. Norrköping Sleipner Nyköpings AIK og Nyköpings SK Alvesta Husqvarna GAIS Troja Helsingborg Malmö Norrbygärde Taberg Växjö Öster |
| Hold                       | By                         | Hold                       | By                         | Boden Clemensnäs Rönnskär IFK Kiruna Kiruna AIF Luleå Jörn Malmberget Skellefteå Alfredshem Älgarna Nyland Umeå Boston Skönvik/ Sund Sollefteå Teg Åsele Bonäs Falun Huge Warpen Ludvika Mora Sandviken Vansbro Göta, Hagalund, Hammarby, Mälarhöjden, Nacka, Stocksund, Sundbyberg og Traneberg Almtuna Fagersta Arboga Lindesberg Westmannia Servia Surahammar Örebro Deje Färjestad Grums Munkfors Sunne Viking Karlskoga Mariestad Kenty Remo Boxholm Gottfridsb. Norrköping Sleipner Nyköpings AIK og Nyköpings SK Alvesta Husqvarna GAIS Troja Helsingborg Malmö Norrbygärde Taberg Växjö Öster |
| Nord                       |                            |                            |                            | Boden Clemensnäs Rönnskär IFK Kiruna Kiruna AIF Luleå Jörn Malmberget Skellefteå Alfredshem Älgarna Nyland Umeå Boston Skönvik/ Sund Sollefteå Teg Åsele Bonäs Falun Huge Warpen Ludvika Mora Sandviken Vansbro Göta, Hagalund, Hammarby, Mälarhöjden, Nacka, Stocksund, Sundbyberg og Traneberg Almtuna Fagersta Arboga Lindesberg Westmannia Servia Surahammar Örebro Deje Färjestad Grums Munkfors Sunne Viking Karlskoga Mariestad Kenty Remo Boxholm Gottfridsb. Norrköping Sleipner Nyköpings AIK og Nyköpings SK Alvesta Husqvarna GAIS Troja Helsingborg Malmö Norrbygärde Taberg Växjö Öster |
| Division II Nord A         | Division II Nord A         | Division II Nord B         | Division II Nord B         | Boden Clemensnäs Rönnskär IFK Kiruna Kiruna AIF Luleå Jörn Malmberget Skellefteå Alfredshem Älgarna Nyland Umeå Boston Skönvik/ Sund Sollefteå Teg Åsele Bonäs Falun Huge Warpen Ludvika Mora Sandviken Vansbro Göta, Hagalund, Hammarby, Mälarhöjden, Nacka, Stocksund, Sundbyberg og Traneberg Almtuna Fagersta Arboga Lindesberg Westmannia Servia Surahammar Örebro Deje Färjestad Grums Munkfors Sunne Viking Karlskoga Mariestad Kenty Remo Boxholm Gottfridsb. Norrköping Sleipner Nyköpings AIK og Nyköpings SK Alvesta Husqvarna GAIS Troja Helsingborg Malmö Norrbygärde Taberg Växjö Öster |
| Bodens BK                  | Boden                      | Alfredshems IK             | Örnsköldsvik               | Boden Clemensnäs Rönnskär IFK Kiruna Kiruna AIF Luleå Jörn Malmberget Skellefteå Alfredshem Älgarna Nyland Umeå Boston Skönvik/ Sund Sollefteå Teg Åsele Bonäs Falun Huge Warpen Ludvika Mora Sandviken Vansbro Göta, Hagalund, Hammarby, Mälarhöjden, Nacka, Stocksund, Sundbyberg og Traneberg Almtuna Fagersta Arboga Lindesberg Westmannia Servia Surahammar Örebro Deje Färjestad Grums Munkfors Sunne Viking Karlskoga Mariestad Kenty Remo Boxholm Gottfridsb. Norrköping Sleipner Nyköpings AIK og Nyköpings SK Alvesta Husqvarna GAIS Troja Helsingborg Malmö Norrbygärde Taberg Växjö Öster |
| Clemensnäs IF              | Ursviken                   | IF Älgarna                 | Härnösand                  | Boden Clemensnäs Rönnskär IFK Kiruna Kiruna AIF Luleå Jörn Malmberget Skellefteå Alfredshem Älgarna Nyland Umeå Boston Skönvik/ Sund Sollefteå Teg Åsele Bonäs Falun Huge Warpen Ludvika Mora Sandviken Vansbro Göta, Hagalund, Hammarby, Mälarhöjden, Nacka, Stocksund, Sundbyberg og Traneberg Almtuna Fagersta Arboga Lindesberg Westmannia Servia Surahammar Örebro Deje Färjestad Grums Munkfors Sunne Viking Karlskoga Mariestad Kenty Remo Boxholm Gottfridsb. Norrköping Sleipner Nyköpings AIK og Nyköpings SK Alvesta Husqvarna GAIS Troja Helsingborg Malmö Norrbygärde Taberg Växjö Öster |
| IFK Kiruna                 | Kiruna                     | IFK Nyland                 | Nyland                     | Boden Clemensnäs Rönnskär IFK Kiruna Kiruna AIF Luleå Jörn Malmberget Skellefteå Alfredshem Älgarna Nyland Umeå Boston Skönvik/ Sund Sollefteå Teg Åsele Bonäs Falun Huge Warpen Ludvika Mora Sandviken Vansbro Göta, Hagalund, Hammarby, Mälarhöjden, Nacka, Stocksund, Sundbyberg og Traneberg Almtuna Fagersta Arboga Lindesberg Westmannia Servia Surahammar Örebro Deje Färjestad Grums Munkfors Sunne Viking Karlskoga Mariestad Kenty Remo Boxholm Gottfridsb. Norrköping Sleipner Nyköpings AIK og Nyköpings SK Alvesta Husqvarna GAIS Troja Helsingborg Malmö Norrbygärde Taberg Växjö Öster |
| IFK Luleå                  | Luleå                      | IFK Umeå                   | Umeå                       | Boden Clemensnäs Rönnskär IFK Kiruna Kiruna AIF Luleå Jörn Malmberget Skellefteå Alfredshem Älgarna Nyland Umeå Boston Skönvik/ Sund Sollefteå Teg Åsele Bonäs Falun Huge Warpen Ludvika Mora Sandviken Vansbro Göta, Hagalund, Hammarby, Mälarhöjden, Nacka, Stocksund, Sundbyberg og Traneberg Almtuna Fagersta Arboga Lindesberg Westmannia Servia Surahammar Örebro Deje Färjestad Grums Munkfors Sunne Viking Karlskoga Mariestad Kenty Remo Boxholm Gottfridsb. Norrköping Sleipner Nyköpings AIK og Nyköpings SK Alvesta Husqvarna GAIS Troja Helsingborg Malmö Norrbygärde Taberg Växjö Öster |
| Jörns IF                   | Jörn                       | IK Boston                  | Östersund                  | Boden Clemensnäs Rönnskär IFK Kiruna Kiruna AIF Luleå Jörn Malmberget Skellefteå Alfredshem Älgarna Nyland Umeå Boston Skönvik/ Sund Sollefteå Teg Åsele Bonäs Falun Huge Warpen Ludvika Mora Sandviken Vansbro Göta, Hagalund, Hammarby, Mälarhöjden, Nacka, Stocksund, Sundbyberg og Traneberg Almtuna Fagersta Arboga Lindesberg Westmannia Servia Surahammar Örebro Deje Färjestad Grums Munkfors Sunne Viking Karlskoga Mariestad Kenty Remo Boxholm Gottfridsb. Norrköping Sleipner Nyköpings AIK og Nyköpings SK Alvesta Husqvarna GAIS Troja Helsingborg Malmö Norrbygärde Taberg Växjö Öster |
| Kiruna AIF                 | Kiruna                     | Skönvik/Sunds IK           | Sundsbruk                  | Boden Clemensnäs Rönnskär IFK Kiruna Kiruna AIF Luleå Jörn Malmberget Skellefteå Alfredshem Älgarna Nyland Umeå Boston Skönvik/ Sund Sollefteå Teg Åsele Bonäs Falun Huge Warpen Ludvika Mora Sandviken Vansbro Göta, Hagalund, Hammarby, Mälarhöjden, Nacka, Stocksund, Sundbyberg og Traneberg Almtuna Fagersta Arboga Lindesberg Westmannia Servia Surahammar Örebro Deje Färjestad Grums Munkfors Sunne Viking Karlskoga Mariestad Kenty Remo Boxholm Gottfridsb. Norrköping Sleipner Nyköpings AIK og Nyköpings SK Alvesta Husqvarna GAIS Troja Helsingborg Malmö Norrbygärde Taberg Växjö Öster |
| Malmbergets AIF            | Malmberget                 | Sollefteå IK               | Sollefteå                  | Boden Clemensnäs Rönnskär IFK Kiruna Kiruna AIF Luleå Jörn Malmberget Skellefteå Alfredshem Älgarna Nyland Umeå Boston Skönvik/ Sund Sollefteå Teg Åsele Bonäs Falun Huge Warpen Ludvika Mora Sandviken Vansbro Göta, Hagalund, Hammarby, Mälarhöjden, Nacka, Stocksund, Sundbyberg og Traneberg Almtuna Fagersta Arboga Lindesberg Westmannia Servia Surahammar Örebro Deje Färjestad Grums Munkfors Sunne Viking Karlskoga Mariestad Kenty Remo Boxholm Gottfridsb. Norrköping Sleipner Nyköpings AIK og Nyköpings SK Alvesta Husqvarna GAIS Troja Helsingborg Malmö Norrbygärde Taberg Växjö Öster |
| Rönnskärs IF               | Skelleftehamn              | Tegs SK                    | Umeå                       | Boden Clemensnäs Rönnskär IFK Kiruna Kiruna AIF Luleå Jörn Malmberget Skellefteå Alfredshem Älgarna Nyland Umeå Boston Skönvik/ Sund Sollefteå Teg Åsele Bonäs Falun Huge Warpen Ludvika Mora Sandviken Vansbro Göta, Hagalund, Hammarby, Mälarhöjden, Nacka, Stocksund, Sundbyberg og Traneberg Almtuna Fagersta Arboga Lindesberg Westmannia Servia Surahammar Örebro Deje Färjestad Grums Munkfors Sunne Viking Karlskoga Mariestad Kenty Remo Boxholm Gottfridsb. Norrköping Sleipner Nyköpings AIK og Nyköpings SK Alvesta Husqvarna GAIS Troja Helsingborg Malmö Norrbygärde Taberg Växjö Öster |
| Skellefteå IF              | Skellefteå                 | Åsele IK                   | Åsele                      | Boden Clemensnäs Rönnskär IFK Kiruna Kiruna AIF Luleå Jörn Malmberget Skellefteå Alfredshem Älgarna Nyland Umeå Boston Skönvik/ Sund Sollefteå Teg Åsele Bonäs Falun Huge Warpen Ludvika Mora Sandviken Vansbro Göta, Hagalund, Hammarby, Mälarhöjden, Nacka, Stocksund, Sundbyberg og Traneberg Almtuna Fagersta Arboga Lindesberg Westmannia Servia Surahammar Örebro Deje Färjestad Grums Munkfors Sunne Viking Karlskoga Mariestad Kenty Remo Boxholm Gottfridsb. Norrköping Sleipner Nyköpings AIK og Nyköpings SK Alvesta Husqvarna GAIS Troja Helsingborg Malmö Norrbygärde Taberg Växjö Öster |
| Øst                        |                            |                            |                            | Boden Clemensnäs Rönnskär IFK Kiruna Kiruna AIF Luleå Jörn Malmberget Skellefteå Alfredshem Älgarna Nyland Umeå Boston Skönvik/ Sund Sollefteå Teg Åsele Bonäs Falun Huge Warpen Ludvika Mora Sandviken Vansbro Göta, Hagalund, Hammarby, Mälarhöjden, Nacka, Stocksund, Sundbyberg og Traneberg Almtuna Fagersta Arboga Lindesberg Westmannia Servia Surahammar Örebro Deje Färjestad Grums Munkfors Sunne Viking Karlskoga Mariestad Kenty Remo Boxholm Gottfridsb. Norrköping Sleipner Nyköpings AIK og Nyköpings SK Alvesta Husqvarna GAIS Troja Helsingborg Malmö Norrbygärde Taberg Växjö Öster |
| Division II Øst A          | Division II Øst A          | Division II Øst B          | Division II Øst B          | Boden Clemensnäs Rönnskär IFK Kiruna Kiruna AIF Luleå Jörn Malmberget Skellefteå Alfredshem Älgarna Nyland Umeå Boston Skönvik/ Sund Sollefteå Teg Åsele Bonäs Falun Huge Warpen Ludvika Mora Sandviken Vansbro Göta, Hagalund, Hammarby, Mälarhöjden, Nacka, Stocksund, Sundbyberg og Traneberg Almtuna Fagersta Arboga Lindesberg Westmannia Servia Surahammar Örebro Deje Färjestad Grums Munkfors Sunne Viking Karlskoga Mariestad Kenty Remo Boxholm Gottfridsb. Norrköping Sleipner Nyköpings AIK og Nyköpings SK Alvesta Husqvarna GAIS Troja Helsingborg Malmö Norrbygärde Taberg Växjö Öster |
| Bonäs IK                   | Bonäs                      | Hagalunds IS               | Stockholm                  | Boden Clemensnäs Rönnskär IFK Kiruna Kiruna AIF Luleå Jörn Malmberget Skellefteå Alfredshem Älgarna Nyland Umeå Boston Skönvik/ Sund Sollefteå Teg Åsele Bonäs Falun Huge Warpen Ludvika Mora Sandviken Vansbro Göta, Hagalund, Hammarby, Mälarhöjden, Nacka, Stocksund, Sundbyberg og Traneberg Almtuna Fagersta Arboga Lindesberg Westmannia Servia Surahammar Örebro Deje Färjestad Grums Munkfors Sunne Viking Karlskoga Mariestad Kenty Remo Boxholm Gottfridsb. Norrköping Sleipner Nyköpings AIK og Nyköpings SK Alvesta Husqvarna GAIS Troja Helsingborg Malmö Norrbygärde Taberg Växjö Öster |
| Falu BS                    | Falun                      | Hammarby IF                | Stockholm                  | Boden Clemensnäs Rönnskär IFK Kiruna Kiruna AIF Luleå Jörn Malmberget Skellefteå Alfredshem Älgarna Nyland Umeå Boston Skönvik/ Sund Sollefteå Teg Åsele Bonäs Falun Huge Warpen Ludvika Mora Sandviken Vansbro Göta, Hagalund, Hammarby, Mälarhöjden, Nacka, Stocksund, Sundbyberg og Traneberg Almtuna Fagersta Arboga Lindesberg Westmannia Servia Surahammar Örebro Deje Färjestad Grums Munkfors Sunne Viking Karlskoga Mariestad Kenty Remo Boxholm Gottfridsb. Norrköping Sleipner Nyköpings AIK og Nyköpings SK Alvesta Husqvarna GAIS Troja Helsingborg Malmö Norrbygärde Taberg Växjö Öster |
| IK Huge                    | Gävle                      | IK Göta                    | Stockholm                  | Boden Clemensnäs Rönnskär IFK Kiruna Kiruna AIF Luleå Jörn Malmberget Skellefteå Alfredshem Älgarna Nyland Umeå Boston Skönvik/ Sund Sollefteå Teg Åsele Bonäs Falun Huge Warpen Ludvika Mora Sandviken Vansbro Göta, Hagalund, Hammarby, Mälarhöjden, Nacka, Stocksund, Sundbyberg og Traneberg Almtuna Fagersta Arboga Lindesberg Westmannia Servia Surahammar Örebro Deje Färjestad Grums Munkfors Sunne Viking Karlskoga Mariestad Kenty Remo Boxholm Gottfridsb. Norrköping Sleipner Nyköpings AIK og Nyköpings SK Alvesta Husqvarna GAIS Troja Helsingborg Malmö Norrbygärde Taberg Växjö Öster |
| IK Warpen                  | Bollnäs                    | Mälarhöjdens IK            | Stockholm                  | Boden Clemensnäs Rönnskär IFK Kiruna Kiruna AIF Luleå Jörn Malmberget Skellefteå Alfredshem Älgarna Nyland Umeå Boston Skönvik/ Sund Sollefteå Teg Åsele Bonäs Falun Huge Warpen Ludvika Mora Sandviken Vansbro Göta, Hagalund, Hammarby, Mälarhöjden, Nacka, Stocksund, Sundbyberg og Traneberg Almtuna Fagersta Arboga Lindesberg Westmannia Servia Surahammar Örebro Deje Färjestad Grums Munkfors Sunne Viking Karlskoga Mariestad Kenty Remo Boxholm Gottfridsb. Norrköping Sleipner Nyköpings AIK og Nyköpings SK Alvesta Husqvarna GAIS Troja Helsingborg Malmö Norrbygärde Taberg Växjö Öster |
| Ludvika FFI                | Ludvika                    | Nacka SK                   | Stockholm                  | Boden Clemensnäs Rönnskär IFK Kiruna Kiruna AIF Luleå Jörn Malmberget Skellefteå Alfredshem Älgarna Nyland Umeå Boston Skönvik/ Sund Sollefteå Teg Åsele Bonäs Falun Huge Warpen Ludvika Mora Sandviken Vansbro Göta, Hagalund, Hammarby, Mälarhöjden, Nacka, Stocksund, Sundbyberg og Traneberg Almtuna Fagersta Arboga Lindesberg Westmannia Servia Surahammar Örebro Deje Färjestad Grums Munkfors Sunne Viking Karlskoga Mariestad Kenty Remo Boxholm Gottfridsb. Norrköping Sleipner Nyköpings AIK og Nyköpings SK Alvesta Husqvarna GAIS Troja Helsingborg Malmö Norrbygärde Taberg Växjö Öster |
| Mora IK                    | Mora                       | Stocksunds IF              | Stockholm                  | Boden Clemensnäs Rönnskär IFK Kiruna Kiruna AIF Luleå Jörn Malmberget Skellefteå Alfredshem Älgarna Nyland Umeå Boston Skönvik/ Sund Sollefteå Teg Åsele Bonäs Falun Huge Warpen Ludvika Mora Sandviken Vansbro Göta, Hagalund, Hammarby, Mälarhöjden, Nacka, Stocksund, Sundbyberg og Traneberg Almtuna Fagersta Arboga Lindesberg Westmannia Servia Surahammar Örebro Deje Färjestad Grums Munkfors Sunne Viking Karlskoga Mariestad Kenty Remo Boxholm Gottfridsb. Norrköping Sleipner Nyköpings AIK og Nyköpings SK Alvesta Husqvarna GAIS Troja Helsingborg Malmö Norrbygärde Taberg Växjö Öster |
| Sandvikens IF              | Sandviken                  | Sundbybergs IK             | Stockholm                  | Boden Clemensnäs Rönnskär IFK Kiruna Kiruna AIF Luleå Jörn Malmberget Skellefteå Alfredshem Älgarna Nyland Umeå Boston Skönvik/ Sund Sollefteå Teg Åsele Bonäs Falun Huge Warpen Ludvika Mora Sandviken Vansbro Göta, Hagalund, Hammarby, Mälarhöjden, Nacka, Stocksund, Sundbyberg og Traneberg Almtuna Fagersta Arboga Lindesberg Westmannia Servia Surahammar Örebro Deje Färjestad Grums Munkfors Sunne Viking Karlskoga Mariestad Kenty Remo Boxholm Gottfridsb. Norrköping Sleipner Nyköpings AIK og Nyköpings SK Alvesta Husqvarna GAIS Troja Helsingborg Malmö Norrbygärde Taberg Växjö Öster |
| Vansbro AIK                | Vansbro                    | Tranebergs IF              | Stockholm                  | Boden Clemensnäs Rönnskär IFK Kiruna Kiruna AIF Luleå Jörn Malmberget Skellefteå Alfredshem Älgarna Nyland Umeå Boston Skönvik/ Sund Sollefteå Teg Åsele Bonäs Falun Huge Warpen Ludvika Mora Sandviken Vansbro Göta, Hagalund, Hammarby, Mälarhöjden, Nacka, Stocksund, Sundbyberg og Traneberg Almtuna Fagersta Arboga Lindesberg Westmannia Servia Surahammar Örebro Deje Färjestad Grums Munkfors Sunne Viking Karlskoga Mariestad Kenty Remo Boxholm Gottfridsb. Norrköping Sleipner Nyköpings AIK og Nyköpings SK Alvesta Husqvarna GAIS Troja Helsingborg Malmö Norrbygärde Taberg Växjö Öster |
| Vest                       |                            |                            |                            | Boden Clemensnäs Rönnskär IFK Kiruna Kiruna AIF Luleå Jörn Malmberget Skellefteå Alfredshem Älgarna Nyland Umeå Boston Skönvik/ Sund Sollefteå Teg Åsele Bonäs Falun Huge Warpen Ludvika Mora Sandviken Vansbro Göta, Hagalund, Hammarby, Mälarhöjden, Nacka, Stocksund, Sundbyberg og Traneberg Almtuna Fagersta Arboga Lindesberg Westmannia Servia Surahammar Örebro Deje Färjestad Grums Munkfors Sunne Viking Karlskoga Mariestad Kenty Remo Boxholm Gottfridsb. Norrköping Sleipner Nyköpings AIK og Nyköpings SK Alvesta Husqvarna GAIS Troja Helsingborg Malmö Norrbygärde Taberg Växjö Öster |
| Division II Vest A         | Division II Vest A         | Division II Vest B         | Division II Vest B         | Boden Clemensnäs Rönnskär IFK Kiruna Kiruna AIF Luleå Jörn Malmberget Skellefteå Alfredshem Älgarna Nyland Umeå Boston Skönvik/ Sund Sollefteå Teg Åsele Bonäs Falun Huge Warpen Ludvika Mora Sandviken Vansbro Göta, Hagalund, Hammarby, Mälarhöjden, Nacka, Stocksund, Sundbyberg og Traneberg Almtuna Fagersta Arboga Lindesberg Westmannia Servia Surahammar Örebro Deje Färjestad Grums Munkfors Sunne Viking Karlskoga Mariestad Kenty Remo Boxholm Gottfridsb. Norrköping Sleipner Nyköpings AIK og Nyköpings SK Alvesta Husqvarna GAIS Troja Helsingborg Malmö Norrbygärde Taberg Växjö Öster |
| Almtuna IS                 | Uppsala                    | Deje IK                    | Deje                       | Boden Clemensnäs Rönnskär IFK Kiruna Kiruna AIF Luleå Jörn Malmberget Skellefteå Alfredshem Älgarna Nyland Umeå Boston Skönvik/ Sund Sollefteå Teg Åsele Bonäs Falun Huge Warpen Ludvika Mora Sandviken Vansbro Göta, Hagalund, Hammarby, Mälarhöjden, Nacka, Stocksund, Sundbyberg og Traneberg Almtuna Fagersta Arboga Lindesberg Westmannia Servia Surahammar Örebro Deje Färjestad Grums Munkfors Sunne Viking Karlskoga Mariestad Kenty Remo Boxholm Gottfridsb. Norrköping Sleipner Nyköpings AIK og Nyköpings SK Alvesta Husqvarna GAIS Troja Helsingborg Malmö Norrbygärde Taberg Växjö Öster |
| Fagersta AIK               | Fagersta                   | Färjestads BK              | Karlstad                   | Boden Clemensnäs Rönnskär IFK Kiruna Kiruna AIF Luleå Jörn Malmberget Skellefteå Alfredshem Älgarna Nyland Umeå Boston Skönvik/ Sund Sollefteå Teg Åsele Bonäs Falun Huge Warpen Ludvika Mora Sandviken Vansbro Göta, Hagalund, Hammarby, Mälarhöjden, Nacka, Stocksund, Sundbyberg og Traneberg Almtuna Fagersta Arboga Lindesberg Westmannia Servia Surahammar Örebro Deje Färjestad Grums Munkfors Sunne Viking Karlskoga Mariestad Kenty Remo Boxholm Gottfridsb. Norrköping Sleipner Nyköpings AIK og Nyköpings SK Alvesta Husqvarna GAIS Troja Helsingborg Malmö Norrbygärde Taberg Växjö Öster |
| IFK Arboga                 | Arboga                     | Grums IK                   | Grums                      | Boden Clemensnäs Rönnskär IFK Kiruna Kiruna AIF Luleå Jörn Malmberget Skellefteå Alfredshem Älgarna Nyland Umeå Boston Skönvik/ Sund Sollefteå Teg Åsele Bonäs Falun Huge Warpen Ludvika Mora Sandviken Vansbro Göta, Hagalund, Hammarby, Mälarhöjden, Nacka, Stocksund, Sundbyberg og Traneberg Almtuna Fagersta Arboga Lindesberg Westmannia Servia Surahammar Örebro Deje Färjestad Grums Munkfors Sunne Viking Karlskoga Mariestad Kenty Remo Boxholm Gottfridsb. Norrköping Sleipner Nyköpings AIK og Nyköpings SK Alvesta Husqvarna GAIS Troja Helsingborg Malmö Norrbygärde Taberg Växjö Öster |
| IFK Lindesberg             | Lindesberg                 | IFK Munkfors               | Munkfors                   | Boden Clemensnäs Rönnskär IFK Kiruna Kiruna AIF Luleå Jörn Malmberget Skellefteå Alfredshem Älgarna Nyland Umeå Boston Skönvik/ Sund Sollefteå Teg Åsele Bonäs Falun Huge Warpen Ludvika Mora Sandviken Vansbro Göta, Hagalund, Hammarby, Mälarhöjden, Nacka, Stocksund, Sundbyberg og Traneberg Almtuna Fagersta Arboga Lindesberg Westmannia Servia Surahammar Örebro Deje Färjestad Grums Munkfors Sunne Viking Karlskoga Mariestad Kenty Remo Boxholm Gottfridsb. Norrköping Sleipner Nyköpings AIK og Nyköpings SK Alvesta Husqvarna GAIS Troja Helsingborg Malmö Norrbygärde Taberg Växjö Öster |
| IK Westmannia              | Köping                     | IFK Sunne                  | Sunne                      | Boden Clemensnäs Rönnskär IFK Kiruna Kiruna AIF Luleå Jörn Malmberget Skellefteå Alfredshem Älgarna Nyland Umeå Boston Skönvik/ Sund Sollefteå Teg Åsele Bonäs Falun Huge Warpen Ludvika Mora Sandviken Vansbro Göta, Hagalund, Hammarby, Mälarhöjden, Nacka, Stocksund, Sundbyberg og Traneberg Almtuna Fagersta Arboga Lindesberg Westmannia Servia Surahammar Örebro Deje Färjestad Grums Munkfors Sunne Viking Karlskoga Mariestad Kenty Remo Boxholm Gottfridsb. Norrköping Sleipner Nyköpings AIK og Nyköpings SK Alvesta Husqvarna GAIS Troja Helsingborg Malmö Norrbygärde Taberg Växjö Öster |
| SK Servia                  | Uppsala                    | IK Viking                  | Hagfors                    | Boden Clemensnäs Rönnskär IFK Kiruna Kiruna AIF Luleå Jörn Malmberget Skellefteå Alfredshem Älgarna Nyland Umeå Boston Skönvik/ Sund Sollefteå Teg Åsele Bonäs Falun Huge Warpen Ludvika Mora Sandviken Vansbro Göta, Hagalund, Hammarby, Mälarhöjden, Nacka, Stocksund, Sundbyberg og Traneberg Almtuna Fagersta Arboga Lindesberg Westmannia Servia Surahammar Örebro Deje Färjestad Grums Munkfors Sunne Viking Karlskoga Mariestad Kenty Remo Boxholm Gottfridsb. Norrköping Sleipner Nyköpings AIK og Nyköpings SK Alvesta Husqvarna GAIS Troja Helsingborg Malmö Norrbygärde Taberg Växjö Öster |
| Surahammars IF             | Surahammar                 | Karlskoga IF               | Karlskoga                  | Boden Clemensnäs Rönnskär IFK Kiruna Kiruna AIF Luleå Jörn Malmberget Skellefteå Alfredshem Älgarna Nyland Umeå Boston Skönvik/ Sund Sollefteå Teg Åsele Bonäs Falun Huge Warpen Ludvika Mora Sandviken Vansbro Göta, Hagalund, Hammarby, Mälarhöjden, Nacka, Stocksund, Sundbyberg og Traneberg Almtuna Fagersta Arboga Lindesberg Westmannia Servia Surahammar Örebro Deje Färjestad Grums Munkfors Sunne Viking Karlskoga Mariestad Kenty Remo Boxholm Gottfridsb. Norrköping Sleipner Nyköpings AIK og Nyköpings SK Alvesta Husqvarna GAIS Troja Helsingborg Malmö Norrbygärde Taberg Växjö Öster |
| Örebro SK                  | Örebro                     | Mariestads CK              | Mariestad                  | Boden Clemensnäs Rönnskär IFK Kiruna Kiruna AIF Luleå Jörn Malmberget Skellefteå Alfredshem Älgarna Nyland Umeå Boston Skönvik/ Sund Sollefteå Teg Åsele Bonäs Falun Huge Warpen Ludvika Mora Sandviken Vansbro Göta, Hagalund, Hammarby, Mälarhöjden, Nacka, Stocksund, Sundbyberg og Traneberg Almtuna Fagersta Arboga Lindesberg Westmannia Servia Surahammar Örebro Deje Färjestad Grums Munkfors Sunne Viking Karlskoga Mariestad Kenty Remo Boxholm Gottfridsb. Norrköping Sleipner Nyköpings AIK og Nyköpings SK Alvesta Husqvarna GAIS Troja Helsingborg Malmö Norrbygärde Taberg Växjö Öster |
| Syd                        |                            |                            |                            | Boden Clemensnäs Rönnskär IFK Kiruna Kiruna AIF Luleå Jörn Malmberget Skellefteå Alfredshem Älgarna Nyland Umeå Boston Skönvik/ Sund Sollefteå Teg Åsele Bonäs Falun Huge Warpen Ludvika Mora Sandviken Vansbro Göta, Hagalund, Hammarby, Mälarhöjden, Nacka, Stocksund, Sundbyberg og Traneberg Almtuna Fagersta Arboga Lindesberg Westmannia Servia Surahammar Örebro Deje Färjestad Grums Munkfors Sunne Viking Karlskoga Mariestad Kenty Remo Boxholm Gottfridsb. Norrköping Sleipner Nyköpings AIK og Nyköpings SK Alvesta Husqvarna GAIS Troja Helsingborg Malmö Norrbygärde Taberg Växjö Öster |
| Division II Syd A          | Division II Syd A          | Division II Syd B          | Division II Syd B          | Boden Clemensnäs Rönnskär IFK Kiruna Kiruna AIF Luleå Jörn Malmberget Skellefteå Alfredshem Älgarna Nyland Umeå Boston Skönvik/ Sund Sollefteå Teg Åsele Bonäs Falun Huge Warpen Ludvika Mora Sandviken Vansbro Göta, Hagalund, Hammarby, Mälarhöjden, Nacka, Stocksund, Sundbyberg og Traneberg Almtuna Fagersta Arboga Lindesberg Westmannia Servia Surahammar Örebro Deje Färjestad Grums Munkfors Sunne Viking Karlskoga Mariestad Kenty Remo Boxholm Gottfridsb. Norrköping Sleipner Nyköpings AIK og Nyköpings SK Alvesta Husqvarna GAIS Troja Helsingborg Malmö Norrbygärde Taberg Växjö Öster |
| BK Kenty                   | Linköping                  | Alvesta SK                 | Alvesta                    | Boden Clemensnäs Rönnskär IFK Kiruna Kiruna AIF Luleå Jörn Malmberget Skellefteå Alfredshem Älgarna Nyland Umeå Boston Skönvik/ Sund Sollefteå Teg Åsele Bonäs Falun Huge Warpen Ludvika Mora Sandviken Vansbro Göta, Hagalund, Hammarby, Mälarhöjden, Nacka, Stocksund, Sundbyberg og Traneberg Almtuna Fagersta Arboga Lindesberg Westmannia Servia Surahammar Örebro Deje Färjestad Grums Munkfors Sunne Viking Karlskoga Mariestad Kenty Remo Boxholm Gottfridsb. Norrköping Sleipner Nyköpings AIK og Nyköpings SK Alvesta Husqvarna GAIS Troja Helsingborg Malmö Norrbygärde Taberg Växjö Öster |
| BK Remo                    | Södertälje                 | GAIS                       | Göteborg                   | Boden Clemensnäs Rönnskär IFK Kiruna Kiruna AIF Luleå Jörn Malmberget Skellefteå Alfredshem Älgarna Nyland Umeå Boston Skönvik/ Sund Sollefteå Teg Åsele Bonäs Falun Huge Warpen Ludvika Mora Sandviken Vansbro Göta, Hagalund, Hammarby, Mälarhöjden, Nacka, Stocksund, Sundbyberg og Traneberg Almtuna Fagersta Arboga Lindesberg Westmannia Servia Surahammar Örebro Deje Färjestad Grums Munkfors Sunne Viking Karlskoga Mariestad Kenty Remo Boxholm Gottfridsb. Norrköping Sleipner Nyköpings AIK og Nyköpings SK Alvesta Husqvarna GAIS Troja Helsingborg Malmö Norrbygärde Taberg Växjö Öster |
| Boxholms IF                | Boxholm                    | Husqvarna IF               | Jönköping                  | Boden Clemensnäs Rönnskär IFK Kiruna Kiruna AIF Luleå Jörn Malmberget Skellefteå Alfredshem Älgarna Nyland Umeå Boston Skönvik/ Sund Sollefteå Teg Åsele Bonäs Falun Huge Warpen Ludvika Mora Sandviken Vansbro Göta, Hagalund, Hammarby, Mälarhöjden, Nacka, Stocksund, Sundbyberg og Traneberg Almtuna Fagersta Arboga Lindesberg Westmannia Servia Surahammar Örebro Deje Färjestad Grums Munkfors Sunne Viking Karlskoga Mariestad Kenty Remo Boxholm Gottfridsb. Norrköping Sleipner Nyköpings AIK og Nyköpings SK Alvesta Husqvarna GAIS Troja Helsingborg Malmö Norrbygärde Taberg Växjö Öster |
| Gottfridsbergs IF          | Linköping                  | IF Troja                   | Ljungby                    | Boden Clemensnäs Rönnskär IFK Kiruna Kiruna AIF Luleå Jörn Malmberget Skellefteå Alfredshem Älgarna Nyland Umeå Boston Skönvik/ Sund Sollefteå Teg Åsele Bonäs Falun Huge Warpen Ludvika Mora Sandviken Vansbro Göta, Hagalund, Hammarby, Mälarhöjden, Nacka, Stocksund, Sundbyberg og Traneberg Almtuna Fagersta Arboga Lindesberg Westmannia Servia Surahammar Örebro Deje Färjestad Grums Munkfors Sunne Viking Karlskoga Mariestad Kenty Remo Boxholm Gottfridsb. Norrköping Sleipner Nyköpings AIK og Nyköpings SK Alvesta Husqvarna GAIS Troja Helsingborg Malmö Norrbygärde Taberg Växjö Öster |
| IFK Norrköping             | Norrköping                 | IFK Helsingborg            | Helsingborg                | Boden Clemensnäs Rönnskär IFK Kiruna Kiruna AIF Luleå Jörn Malmberget Skellefteå Alfredshem Älgarna Nyland Umeå Boston Skönvik/ Sund Sollefteå Teg Åsele Bonäs Falun Huge Warpen Ludvika Mora Sandviken Vansbro Göta, Hagalund, Hammarby, Mälarhöjden, Nacka, Stocksund, Sundbyberg og Traneberg Almtuna Fagersta Arboga Lindesberg Westmannia Servia Surahammar Örebro Deje Färjestad Grums Munkfors Sunne Viking Karlskoga Mariestad Kenty Remo Boxholm Gottfridsb. Norrköping Sleipner Nyköpings AIK og Nyköpings SK Alvesta Husqvarna GAIS Troja Helsingborg Malmö Norrbygärde Taberg Växjö Öster |
| IK Sleipner                | Norrköping                 | Malmö FF                   | Malmö                      | Boden Clemensnäs Rönnskär IFK Kiruna Kiruna AIF Luleå Jörn Malmberget Skellefteå Alfredshem Älgarna Nyland Umeå Boston Skönvik/ Sund Sollefteå Teg Åsele Bonäs Falun Huge Warpen Ludvika Mora Sandviken Vansbro Göta, Hagalund, Hammarby, Mälarhöjden, Nacka, Stocksund, Sundbyberg og Traneberg Almtuna Fagersta Arboga Lindesberg Westmannia Servia Surahammar Örebro Deje Färjestad Grums Munkfors Sunne Viking Karlskoga Mariestad Kenty Remo Boxholm Gottfridsb. Norrköping Sleipner Nyköpings AIK og Nyköpings SK Alvesta Husqvarna GAIS Troja Helsingborg Malmö Norrbygärde Taberg Växjö Öster |
| Nyköpings AIK              | Nyköping                   | Norrbygärde IF             | Borås                      | Boden Clemensnäs Rönnskär IFK Kiruna Kiruna AIF Luleå Jörn Malmberget Skellefteå Alfredshem Älgarna Nyland Umeå Boston Skönvik/ Sund Sollefteå Teg Åsele Bonäs Falun Huge Warpen Ludvika Mora Sandviken Vansbro Göta, Hagalund, Hammarby, Mälarhöjden, Nacka, Stocksund, Sundbyberg og Traneberg Almtuna Fagersta Arboga Lindesberg Westmannia Servia Surahammar Örebro Deje Färjestad Grums Munkfors Sunne Viking Karlskoga Mariestad Kenty Remo Boxholm Gottfridsb. Norrköping Sleipner Nyköpings AIK og Nyköpings SK Alvesta Husqvarna GAIS Troja Helsingborg Malmö Norrbygärde Taberg Växjö Öster |
| Nyköpings SK               | Nyköping                   | Tabergs SK                 | Taberg                     | Boden Clemensnäs Rönnskär IFK Kiruna Kiruna AIF Luleå Jörn Malmberget Skellefteå Alfredshem Älgarna Nyland Umeå Boston Skönvik/ Sund Sollefteå Teg Åsele Bonäs Falun Huge Warpen Ludvika Mora Sandviken Vansbro Göta, Hagalund, Hammarby, Mälarhöjden, Nacka, Stocksund, Sundbyberg og Traneberg Almtuna Fagersta Arboga Lindesberg Westmannia Servia Surahammar Örebro Deje Färjestad Grums Munkfors Sunne Viking Karlskoga Mariestad Kenty Remo Boxholm Gottfridsb. Norrköping Sleipner Nyköpings AIK og Nyköpings SK Alvesta Husqvarna GAIS Troja Helsingborg Malmö Norrbygärde Taberg Växjö Öster |
|                            |                            | Växjö IK                   | Växjö                      | Boden Clemensnäs Rönnskär IFK Kiruna Kiruna AIF Luleå Jörn Malmberget Skellefteå Alfredshem Älgarna Nyland Umeå Boston Skönvik/ Sund Sollefteå Teg Åsele Bonäs Falun Huge Warpen Ludvika Mora Sandviken Vansbro Göta, Hagalund, Hammarby, Mälarhöjden, Nacka, Stocksund, Sundbyberg og Traneberg Almtuna Fagersta Arboga Lindesberg Westmannia Servia Surahammar Örebro Deje Färjestad Grums Munkfors Sunne Viking Karlskoga Mariestad Kenty Remo Boxholm Gottfridsb. Norrköping Sleipner Nyköpings AIK og Nyköpings SK Alvesta Husqvarna GAIS Troja Helsingborg Malmö Norrbygärde Taberg Växjö Öster |
| Östers IF                  | Växjö                      |                            |                            | Boden Clemensnäs Rönnskär IFK Kiruna Kiruna AIF Luleå Jörn Malmberget Skellefteå Alfredshem Älgarna Nyland Umeå Boston Skönvik/ Sund Sollefteå Teg Åsele Bonäs Falun Huge Warpen Ludvika Mora Sandviken Vansbro Göta, Hagalund, Hammarby, Mälarhöjden, Nacka, Stocksund, Sundbyberg og Traneberg Almtuna Fagersta Arboga Lindesberg Westmannia Servia Surahammar Örebro Deje Färjestad Grums Munkfors Sunne Viking Karlskoga Mariestad Kenty Remo Boxholm Gottfridsb. Norrköping Sleipner Nyköpings AIK og Nyköpings SK Alvesta Husqvarna GAIS Troja Helsingborg Malmö Norrbygärde Taberg Växjö Öster |

## Nord

### Division II Nord A
| \| Nr \| Hold \| K \| V \| U \| T \| Mf \| \| Mi \| +/- \| P \| \| -- \| ------------------- \| -- \| -- \| - \| -- \| --- \| - \| --- \| --- \| ------------------------------------ \| \| 1 \| Rönnskärs IF \| 16 \| 11 \| 3 \| 2 \| 88 \| – \| 44 \| +44 \| 25Oprykningsspil \| \| 2 \| IFK Kiruna \| 16 \| 11 \| 3 \| 2 \| 86 \| – \| 52 \| +34 \| 25 \| \| 3 \| Skellefteå IF \| 16 \| 10 \| 3 \| 3 \| 122 \| – \| 60 \| +62 \| 23 \| \| 4 \| Bodens BK \| 16 \| 10 \| 1 \| 5 \| 74 \| – \| 59 \| +15 \| 21 \| \| 5 \| Kiruna AIF \| 16 \| 8 \| 0 \| 8 \| 75 \| – \| 63 \| +12 \| 16 \| \| 6 \| Clemensnäs IF \| 16 \| 7 \| 2 \| 7 \| 70 \| – \| 61 \| +9 \| 16 \| \| 7 \| Jörns IF (O) \| 16 \| 4 \| 1 \| 11 \| 63 \| – \| 105 \| −42 \| 9 \| \| 8 \| Malmbergets AIF (O) \| 16 \| 1 \| 3 \| 12 \| 53 \| – \| 120 \| −67 \| 5Nedrykning til Division III 1962-63 \| \| 9 \| IFK Luleå \| 16 \| 2 \| 0 \| 14 \| 50 \| – \| 117 \| −67 \| 4Nedrykning til Division III 1962-63 \| K: Kampe spillet, V: Vundne kampe, U: Uafgjorte kampe, T: Tabte kampe, Mf: Mål for, Mi: Mål imod, +/-: Måldifference, P: Point |                     |    |    |   |    |     |   |     |     |                                      |
| Nr | Hold                | K  | V  | U | T  | Mf  |   | Mi  | +/- | P                                    |
| 1 | Rönnskärs IF        | 16 | 11 | 3 | 2  | 88  | – | 44  | +44 | 25Oprykningsspil                     |
| 2 | IFK Kiruna          | 16 | 11 | 3 | 2  | 86  | – | 52  | +34 | 25                                   |
| 3 | Skellefteå IF       | 16 | 10 | 3 | 3  | 122 | – | 60  | +62 | 23                                   |
| 4 | Bodens BK           | 16 | 10 | 1 | 5  | 74  | – | 59  | +15 | 21                                   |
| 5 | Kiruna AIF          | 16 | 8  | 0 | 8  | 75  | – | 63  | +12 | 16                                   |
| 6 | Clemensnäs IF       | 16 | 7  | 2 | 7  | 70  | – | 61  | +9  | 16                                   |
| 7 | Jörns IF (O)        | 16 | 4  | 1 | 11 | 63  | – | 105 | −42 | 9                                    |
| 8 | Malmbergets AIF (O) | 16 | 1  | 3 | 12 | 53  | – | 120 | −67 | 5Nedrykning til Division III 1962-63 |
| 9 | IFK Luleå           | 16 | 2  | 0 | 14 | 50  | – | 117 | −67 | 4Nedrykning til Division III 1962-63 |

### Division II Nord B
| \| Nr \| Hold \| K \| V \| U \| T \| Mf \| \| Mi \| +/- \| P \| \| -- \| -------------------- \| -- \| -- \| - \| -- \| --- \| - \| --- \| --- \| ------------------------------------ \| \| 1 \| Alfredshems IK (N) \| 16 \| 15 \| 0 \| 1 \| 115 \| – \| 20 \| +95 \| 30Oprykningsspil \| \| 2 \| IFK Umeå \| 16 \| 13 \| 1 \| 2 \| 101 \| – \| 52 \| +49 \| 27 \| \| 3 \| Skönvik/Sunds IF (O) \| 16 \| 10 \| 1 \| 5 \| 70 \| – \| 61 \| +9 \| 21 \| \| 4 \| Sollefteå IK \| 16 \| 8 \| 2 \| 6 \| 77 \| – \| 63 \| +14 \| 18 \| \| 5 \| IFK Nyland \| 16 \| 6 \| 0 \| 10 \| 66 \| – \| 89 \| −23 \| 12 \| \| 6 \| Tegs SK (O) \| 16 \| 4 \| 4 \| 8 \| 43 \| – \| 76 \| −33 \| 12 \| \| 7 \| Åsele IK \| 16 \| 2 \| 5 \| 9 \| 45 \| – \| 81 \| −36 \| 9 \| \| 8 \| IK Boston \| 16 \| 3 \| 2 \| 11 \| 50 \| – \| 76 \| −26 \| 8Nedrykning til Division III 1962-63 \| \| 9 \| IF Älgarna \| 16 \| 3 \| 1 \| 12 \| 56 \| – \| 105 \| −49 \| 7Nedrykning til Division III 1962-63 \| K: Kampe spillet, V: Vundne kampe, U: Uafgjorte kampe, T: Tabte kampe, Mf: Mål for, Mi: Mål imod, +/-: Måldifference, P: Point |                      |    |    |   |    |     |   |     |     |                                      |
| Nr | Hold                 | K  | V  | U | T  | Mf  |   | Mi  | +/- | P                                    |
| 1 | Alfredshems IK (N)   | 16 | 15 | 0 | 1  | 115 | – | 20  | +95 | 30Oprykningsspil                     |
| 2 | IFK Umeå             | 16 | 13 | 1 | 2  | 101 | – | 52  | +49 | 27                                   |
| 3 | Skönvik/Sunds IF (O) | 16 | 10 | 1 | 5  | 70  | – | 61  | +9  | 21                                   |
| 4 | Sollefteå IK         | 16 | 8  | 2 | 6  | 77  | – | 63  | +14 | 18                                   |
| 5 | IFK Nyland           | 16 | 6  | 0 | 10 | 66  | – | 89  | −23 | 12                                   |
| 6 | Tegs SK (O)          | 16 | 4  | 4 | 8  | 43  | – | 76  | −33 | 12                                   |
| 7 | Åsele IK             | 16 | 2  | 5 | 9  | 45  | – | 81  | −36 | 9                                    |
| 8 | IK Boston            | 16 | 3  | 2 | 11 | 50  | – | 76  | −26 | 8Nedrykning til Division III 1962-63 |
| 9 | IF Älgarna           | 16 | 3  | 1 | 12 | 56  | – | 105 | −49 | 7Nedrykning til Division III 1962-63 |

## Øst

### Division II Øst A
| \| Nr \| Hold \| K \| V \| U \| T \| Mf \| \| Mi \| +/- \| P \| \| -- \| ------------- \| -- \| -- \| - \| -- \| -- \| - \| --- \| --- \| ------------------------------------ \| \| 1 \| Mora IK \| 14 \| 12 \| 2 \| 0 \| 96 \| – \| 34 \| +62 \| 26Oprykningsspil \| \| 2 \| Ludvika FFI \| 14 \| 8 \| 2 \| 4 \| 94 \| – \| 58 \| +36 \| 18 \| \| 3 \| Bonäs IK (O) \| 14 \| 8 \| 1 \| 5 \| 76 \| – \| 66 \| +10 \| 17 \| \| 4 \| Falu BS (O) \| 14 \| 7 \| 2 \| 5 \| 59 \| – \| 58 \| +1 \| 16 \| \| 5 \| IK Warpen \| 14 \| 6 \| 2 \| 6 \| 75 \| – \| 72 \| +3 \| 14 \| \| 6 \| Vansbro AIK \| 14 \| 4 \| 2 \| 8 \| 50 \| – \| 55 \| −5 \| 10 \| \| 7 \| Sandvikens IF \| 14 \| 4 \| 1 \| 9 \| 44 \| – \| 95 \| −51 \| 9Nedrykning til Division III 1962-63 \| \| 8 \| IK Huge (O) \| 14 \| 1 \| 0 \| 13 \| 44 \| – \| 100 \| −56 \| 2Nedrykning til Division III 1962-63 \| K: Kampe spillet, V: Vundne kampe, U: Uafgjorte kampe, T: Tabte kampe, Mf: Mål for, Mi: Mål imod, +/-: Måldifference, P: Point |               |    |    |   |    |    |   |     |     |                                      |
| Nr | Hold          | K  | V  | U | T  | Mf |   | Mi  | +/- | P                                    |
| 1 | Mora IK       | 14 | 12 | 2 | 0  | 96 | – | 34  | +62 | 26Oprykningsspil                     |
| 2 | Ludvika FFI   | 14 | 8  | 2 | 4  | 94 | – | 58  | +36 | 18                                   |
| 3 | Bonäs IK (O)  | 14 | 8  | 1 | 5  | 76 | – | 66  | +10 | 17                                   |
| 4 | Falu BS (O)   | 14 | 7  | 2 | 5  | 59 | – | 58  | +1  | 16                                   |
| 5 | IK Warpen     | 14 | 6  | 2 | 6  | 75 | – | 72  | +3  | 14                                   |
| 6 | Vansbro AIK   | 14 | 4  | 2 | 8  | 50 | – | 55  | −5  | 10                                   |
| 7 | Sandvikens IF | 14 | 4  | 1 | 9  | 44 | – | 95  | −51 | 9Nedrykning til Division III 1962-63 |
| 8 | IK Huge (O)   | 14 | 1  | 0 | 13 | 44 | – | 100 | −56 | 2Nedrykning til Division III 1962-63 |

### Division II Øst B
| \| Nr \| Hold \| K \| V \| U \| T \| Mf \| \| Mi \| +/- \| P \| \| -- \| ------------------- \| -- \| -- \| - \| -- \| -- \| - \| -- \| --- \| ------------------------------------ \| \| 1 \| Sundbybergs IK \| 14 \| 12 \| 1 \| 1 \| 83 \| – \| 34 \| +49 \| 25Oprykningsspil \| \| 2 \| Hammarby IF (N) \| 14 \| 10 \| 1 \| 3 \| 86 \| – \| 45 \| +41 \| 21 \| \| 3 \| Mälarhöjdens IK (O) \| 14 \| 9 \| 2 \| 3 \| 54 \| – \| 40 \| +14 \| 20 \| \| 4 \| Nacka SK \| 14 \| 6 \| 2 \| 6 \| 67 \| – \| 75 \| −8 \| 14 \| \| 5 \| Tranebergs IF (O) \| 14 \| 6 \| 1 \| 7 \| 48 \| – \| 44 \| +4 \| 13 \| \| 6 \| Hagalunds IS \| 14 \| 4 \| 2 \| 8 \| 41 \| – \| 58 \| −17 \| 10 \| \| 7 \| IK Göta \| 14 \| 2 \| 1 \| 11 \| 34 \| – \| 77 \| −43 \| 5Nedrykning til Division III 1962-63 \| \| 8 \| Stocksunds IF \| 14 \| 2 \| 0 \| 12 \| 51 \| – \| 91 \| −40 \| 4Nedrykning til Division III 1962-63 \| K: Kampe spillet, V: Vundne kampe, U: Uafgjorte kampe, T: Tabte kampe, Mf: Mål for, Mi: Mål imod, +/-: Måldifference, P: Point |                     |    |    |   |    |    |   |    |     |                                      |
| Nr | Hold                | K  | V  | U | T  | Mf |   | Mi | +/- | P                                    |
| 1 | Sundbybergs IK      | 14 | 12 | 1 | 1  | 83 | – | 34 | +49 | 25Oprykningsspil                     |
| 2 | Hammarby IF (N)     | 14 | 10 | 1 | 3  | 86 | – | 45 | +41 | 21                                   |
| 3 | Mälarhöjdens IK (O) | 14 | 9  | 2 | 3  | 54 | – | 40 | +14 | 20                                   |
| 4 | Nacka SK            | 14 | 6  | 2 | 6  | 67 | – | 75 | −8  | 14                                   |
| 5 | Tranebergs IF (O)   | 14 | 6  | 1 | 7  | 48 | – | 44 | +4  | 13                                   |
| 6 | Hagalunds IS        | 14 | 4  | 2 | 8  | 41 | – | 58 | −17 | 10                                   |
| 7 | IK Göta             | 14 | 2  | 1 | 11 | 34 | – | 77 | −43 | 5Nedrykning til Division III 1962-63 |
| 8 | Stocksunds IF       | 14 | 2  | 0 | 12 | 51 | – | 91 | −40 | 4Nedrykning til Division III 1962-63 |

## Vest

### Division II Vest A
| \| Nr \| Hold \| K \| V \| U \| T \| Mf \| \| Mi \| +/- \| P \| \| -- \| ------------------ \| -- \| -- \| - \| -- \| -- \| - \| --- \| --- \| ------------------------------------ \| \| 1 \| Almtuna IS \| 14 \| 10 \| 1 \| 3 \| 91 \| – \| 40 \| +51 \| 21Oprykningsspil \| \| 2 \| Surahammars IF \| 14 \| 10 \| 1 \| 3 \| 73 \| – \| 34 \| +39 \| 21 \| \| 3 \| Fagersta AIK \| 14 \| 10 \| 0 \| 4 \| 65 \| – \| 37 \| +28 \| 20 \| \| 4 \| IK Westmannia (O) \| 14 \| 9 \| 1 \| 4 \| 77 \| – \| 55 \| +22 \| 19 \| \| 5 \| IFK Arboga \| 14 \| 6 \| 1 \| 7 \| 61 \| – \| 70 \| −9 \| 13 \| \| 6 \| Örebro SK \| 14 \| 5 \| 2 \| 7 \| 67 \| – \| 53 \| +14 \| 12 \| \| 7 \| IFK Lindesberg (O) \| 14 \| 2 \| 0 \| 12 \| 39 \| – \| 113 \| −74 \| 4 \| \| 8 \| SK Servia (O) \| 14 \| 1 \| 0 \| 13 \| 33 \| – \| 104 \| −71 \| 2Nedrykning til Division III 1962-63 \| K: Kampe spillet, V: Vundne kampe, U: Uafgjorte kampe, T: Tabte kampe, Mf: Mål for, Mi: Mål imod, +/-: Måldifference, P: Point |                    |    |    |   |    |    |   |     |     |                                      |
| Nr | Hold               | K  | V  | U | T  | Mf |   | Mi  | +/- | P                                    |
| 1 | Almtuna IS         | 14 | 10 | 1 | 3  | 91 | – | 40  | +51 | 21Oprykningsspil                     |
| 2 | Surahammars IF     | 14 | 10 | 1 | 3  | 73 | – | 34  | +39 | 21                                   |
| 3 | Fagersta AIK       | 14 | 10 | 0 | 4  | 65 | – | 37  | +28 | 20                                   |
| 4 | IK Westmannia (O)  | 14 | 9  | 1 | 4  | 77 | – | 55  | +22 | 19                                   |
| 5 | IFK Arboga         | 14 | 6  | 1 | 7  | 61 | – | 70  | −9  | 13                                   |
| 6 | Örebro SK          | 14 | 5  | 2 | 7  | 67 | – | 53  | +14 | 12                                   |
| 7 | IFK Lindesberg (O) | 14 | 2  | 0 | 12 | 39 | – | 113 | −74 | 4                                    |
| 8 | SK Servia (O)      | 14 | 1  | 0 | 13 | 33 | – | 104 | −71 | 2Nedrykning til Division III 1962-63 |

### Division II Vest B
| \| Nr \| Hold \| K \| V \| U \| T \| Mf \| \| Mi \| +/- \| P \| \| -- \| ------------- \| -- \| -- \| - \| -- \| -- \| - \| -- \| --- \| ------------------------------------ \| \| 1 \| Grums IK (N) \| 14 \| 12 \| 1 \| 1 \| 73 \| – \| 31 \| +42 \| 25Oprykningsspil \| \| 2 \| IK Viking \| 14 \| 11 \| 2 \| 1 \| 73 \| – \| 34 \| +39 \| 24 \| \| 3 \| IFK Munkfors \| 14 \| 7 \| 0 \| 7 \| 58 \| – \| 48 \| +10 \| 14 \| \| 4 \| IFK Sunne \| 14 \| 6 \| 1 \| 7 \| 37 \| – \| 58 \| −21 \| 13 \| \| 5 \| Färjestads BK \| 14 \| 5 \| 2 \| 7 \| 53 \| – \| 62 \| −9 \| 12 \| \| 6 \| Karlskoga IF \| 14 \| 4 \| 1 \| 9 \| 49 \| – \| 66 \| −17 \| 9 \| \| 7 \| Mariestads CK \| 14 \| 4 \| 0 \| 10 \| 39 \| – \| 61 \| −22 \| 8Nedrykning til Division III 1962-63 \| \| 8 \| Deje IK (O) \| 14 \| 3 \| 1 \| 10 \| 51 \| – \| 73 \| −22 \| 7Nedrykning til Division III 1962-63 \| K: Kampe spillet, V: Vundne kampe, U: Uafgjorte kampe, T: Tabte kampe, Mf: Mål for, Mi: Mål imod, +/-: Måldifference, P: Point |               |    |    |   |    |    |   |    |     |                                      |
| Nr | Hold          | K  | V  | U | T  | Mf |   | Mi | +/- | P                                    |
| 1 | Grums IK (N)  | 14 | 12 | 1 | 1  | 73 | – | 31 | +42 | 25Oprykningsspil                     |
| 2 | IK Viking     | 14 | 11 | 2 | 1  | 73 | – | 34 | +39 | 24                                   |
| 3 | IFK Munkfors  | 14 | 7  | 0 | 7  | 58 | – | 48 | +10 | 14                                   |
| 4 | IFK Sunne     | 14 | 6  | 1 | 7  | 37 | – | 58 | −21 | 13                                   |
| 5 | Färjestads BK | 14 | 5  | 2 | 7  | 53 | – | 62 | −9  | 12                                   |
| 6 | Karlskoga IF  | 14 | 4  | 1 | 9  | 49 | – | 66 | −17 | 9                                    |
| 7 | Mariestads CK | 14 | 4  | 0 | 10 | 39 | – | 61 | −22 | 8Nedrykning til Division III 1962-63 |
| 8 | Deje IK (O)   | 14 | 3  | 1 | 10 | 51 | – | 73 | −22 | 7Nedrykning til Division III 1962-63 |

## Syd

### Division II Syd A
| \| Nr \| Hold \| K \| V \| U \| T \| Mf \| \| Mi \| +/- \| P \| \| -- \| --------------------- \| -- \| -- \| - \| -- \| -- \| - \| --- \| --- \| ------------------------------------ \| \| 1 \| IFK Norrköping \| 14 \| 12 \| 0 \| 2 \| 67 \| – \| 23 \| +44 \| 24Oprykningsspil \| \| 2 \| Nyköpings AIK (O) \| 14 \| 11 \| 0 \| 3 \| 65 \| – \| 28 \| +37 \| 22 \| \| 3 \| IK Sleipner \| 14 \| 8 \| 2 \| 4 \| 55 \| – \| 33 \| +22 \| 18 \| \| 4 \| BK Kenty \| 14 \| 8 \| 1 \| 5 \| 60 \| – \| 42 \| +18 \| 17 \| \| 5 \| BK Remo \| 14 \| 7 \| 1 \| 6 \| 58 \| – \| 51 \| +7 \| 15 \| \| 6 \| Nyköpings SK \| 14 \| 5 \| 1 \| 8 \| 50 \| – \| 48 \| +2 \| 11 \| \| 7 \| Gottfridsbergs IF (O) \| 14 \| 1 \| 1 \| 12 \| 40 \| – \| 82 \| −42 \| 3Nedrykning til Division III 1962-63 \| \| 8 \| Boxholms IF \| 14 \| 1 \| 0 \| 13 \| 28 \| – \| 116 \| −88 \| 2Nedrykning til Division III 1962-63 \| K: Kampe spillet, V: Vundne kampe, U: Uafgjorte kampe, T: Tabte kampe, Mf: Mål for, Mi: Mål imod, +/-: Måldifference, P: Point |                       |    |    |   |    |    |   |     |     |                                      |
| Nr | Hold                  | K  | V  | U | T  | Mf |   | Mi  | +/- | P                                    |
| 1 | IFK Norrköping        | 14 | 12 | 0 | 2  | 67 | – | 23  | +44 | 24Oprykningsspil                     |
| 2 | Nyköpings AIK (O)     | 14 | 11 | 0 | 3  | 65 | – | 28  | +37 | 22                                   |
| 3 | IK Sleipner           | 14 | 8  | 2 | 4  | 55 | – | 33  | +22 | 18                                   |
| 4 | BK Kenty              | 14 | 8  | 1 | 5  | 60 | – | 42  | +18 | 17                                   |
| 5 | BK Remo               | 14 | 7  | 1 | 6  | 58 | – | 51  | +7  | 15                                   |
| 6 | Nyköpings SK          | 14 | 5  | 1 | 8  | 50 | – | 48  | +2  | 11                                   |
| 7 | Gottfridsbergs IF (O) | 14 | 1  | 1 | 12 | 40 | – | 82  | −42 | 3Nedrykning til Division III 1962-63 |
| 8 | Boxholms IF           | 14 | 1  | 0 | 13 | 28 | – | 116 | −88 | 2Nedrykning til Division III 1962-63 |

### Division II Syd B
| \| Nr \| Hold \| K \| V \| U \| T \| Mf \| \| Mi \| +/- \| P \| \| -- \| ------------------- \| -- \| -- \| - \| -- \| --- \| - \| --- \| --- \| ------------------------------------ \| \| 1 \| Östers IF \| 18 \| 17 \| 0 \| 1 \| 134 \| – \| 55 \| +79 \| 34Oprykningsspil \| \| 2 \| Tabergs SK \| 18 \| 14 \| 2 \| 2 \| 111 \| – \| 70 \| +41 \| 30 \| \| 3 \| Husqvarna IF \| 18 \| 12 \| 2 \| 4 \| 104 \| – \| 60 \| +44 \| 26 \| \| 4 \| IF Troja \| 18 \| 10 \| 2 \| 6 \| 91 \| – \| 71 \| +20 \| 22 \| \| 5 \| Malmö FF \| 18 \| 9 \| 0 \| 9 \| 83 \| – \| 78 \| +5 \| 18 \| \| 6 \| Norrbygärde IF (O) \| 18 \| 7 \| 1 \| 10 \| 83 \| – \| 88 \| −5 \| 15 \| \| 7 \| GAIS (N) \| 18 \| 6 \| 3 \| 9 \| 73 \| – \| 84 \| −11 \| 15 \| \| 8 \| Alvesta SK (O) \| 18 \| 4 \| 1 \| 13 \| 59 \| – \| 108 \| −49 \| 9 \| \| 9 \| IFK Helsingborg (O) \| 18 \| 3 \| 2 \| 13 \| 76 \| – \| 136 \| −60 \| 8Nedrykning til Division III 1962-63 \| \| 10 \| Växjö IK \| 18 \| 0 \| 3 \| 15 \| 48 \| – \| 112 \| −64 \| 3Nedrykning til Division III 1962-63 \| K: Kampe spillet, V: Vundne kampe, U: Uafgjorte kampe, T: Tabte kampe, Mf: Mål for, Mi: Mål imod, +/-: Måldifference, P: Point |                     |    |    |   |    |     |   |     |     |                                      |
| Nr | Hold                | K  | V  | U | T  | Mf  |   | Mi  | +/- | P                                    |
| 1 | Östers IF           | 18 | 17 | 0 | 1  | 134 | – | 55  | +79 | 34Oprykningsspil                     |
| 2 | Tabergs SK          | 18 | 14 | 2 | 2  | 111 | – | 70  | +41 | 30                                   |
| 3 | Husqvarna IF        | 18 | 12 | 2 | 4  | 104 | – | 60  | +44 | 26                                   |
| 4 | IF Troja            | 18 | 10 | 2 | 6  | 91  | – | 71  | +20 | 22                                   |
| 5 | Malmö FF            | 18 | 9  | 0 | 9  | 83  | – | 78  | +5  | 18                                   |
| 6 | Norrbygärde IF (O)  | 18 | 7  | 1 | 10 | 83  | – | 88  | −5  | 15                                   |
| 7 | GAIS (N)            | 18 | 6  | 3 | 9  | 73  | – | 84  | −11 | 15                                   |
| 8 | Alvesta SK (O)      | 18 | 4  | 1 | 13 | 59  | – | 108 | −49 | 9                                    |
| 9 | IFK Helsingborg (O) | 18 | 3  | 2 | 13 | 76  | – | 136 | −60 | 8Nedrykning til Division III 1962-63 |
| 10 | Växjö IK            | 18 | 0  | 3 | 15 | 48  | – | 112 | −64 | 3Nedrykning til Division III 1962-63 |

## Oprykningsspil
I oprykningsspillet spillede de otte puljevindere om fire oprykningspladser til Division I. De otte hold blev inddelt i to nye puljer med fire hold i hver, og i hver pulje spillede holdene om to oprykningspladser.

### Nord
Oprykningsspil Nord havde deltagelse af vinderne af grundspilspuljerne i regionerne Nord og Øst. Holdene spillede en dobbeltturnering alle-mod-alle om to oprykningspladser til Division I.
| \| Nr \| Hold \| K \| V \| U \| T \| Mf \| \| Mi \| +/- \| P \| \| -- \| ------------------ \| - \| - \| - \| - \| -- \| - \| -- \| --- \| ---------------------------------- \| \| 1 \| Mora IK \| 6 \| 5 \| 0 \| 1 \| 34 \| – \| 20 \| +14 \| 10Oprykning til Division I 1962-63 \| \| 2 \| Alfredshems IK (N) \| 6 \| 3 \| 1 \| 2 \| 29 \| – \| 20 \| +9 \| 7Oprykning til Division I 1962-63 \| \| 3 \| Rönnskärs IF \| 6 \| 3 \| 0 \| 3 \| 21 \| – \| 29 \| −8 \| 6 \| \| 4 \| Sundbybergs IK \| 6 \| 0 \| 1 \| 5 \| 17 \| – \| 32 \| −15 \| 1 \| K: Kampe spillet, V: Vundne kampe, U: Uafgjorte kampe, T: Tabte kampe, Mf: Mål for, Mi: Mål imod, +/-: Måldifference, P: Point |                    |   |   |   |   |    |   |    |     |                                    |
| Nr | Hold               | K | V | U | T | Mf |   | Mi | +/- | P                                  |
| 1 | Mora IK            | 6 | 5 | 0 | 1 | 34 | – | 20 | +14 | 10Oprykning til Division I 1962-63 |
| 2 | Alfredshems IK (N) | 6 | 3 | 1 | 2 | 29 | – | 20 | +9  | 7Oprykning til Division I 1962-63  |
| 3 | Rönnskärs IF       | 6 | 3 | 0 | 3 | 21 | – | 29 | −8  | 6                                  |
| 4 | Sundbybergs IK     | 6 | 0 | 1 | 5 | 17 | – | 32 | −15 | 1                                  |

### Syd
Oprykningsspil Syd havde deltagelse af vinderne af grundspilspuljerne i regionerne Vest og Syd. Holdene spillede en dobbeltturnering alle-mod-alle om to oprykningspladser til Division I.
| \| Nr \| Hold \| K \| V \| U \| T \| Mf \| \| Mi \| +/- \| P \| \| -- \| -------------- \| - \| - \| - \| - \| -- \| - \| -- \| --- \| --------------------------------- \| \| 1 \| Grums IK (N) \| 6 \| 4 \| 0 \| 2 \| 29 \| – \| 19 \| +10 \| 8Oprykning til Division I 1962-63 \| \| 2 \| Almtuna IS \| 6 \| 3 \| 1 \| 2 \| 28 \| – \| 23 \| +5 \| 7Oprykning til Division I 1962-63 \| \| 3 \| Östers IF \| 6 \| 2 \| 1 \| 3 \| 29 \| – \| 42 \| −13 \| 5 \| \| 4 \| IFK Norrköping \| 6 \| 2 \| 0 \| 4 \| 22 \| – \| 24 \| −2 \| 4 \| K: Kampe spillet, V: Vundne kampe, U: Uafgjorte kampe, T: Tabte kampe, Mf: Mål for, Mi: Mål imod, +/-: Måldifference, P: Point |                |   |   |   |   |    |   |    |     |                                   |
| Nr | Hold           | K | V | U | T | Mf |   | Mi | +/- | P                                 |
| 1 | Grums IK (N)   | 6 | 4 | 0 | 2 | 29 | – | 19 | +10 | 8Oprykning til Division I 1962-63 |
| 2 | Almtuna IS     | 6 | 3 | 1 | 2 | 28 | – | 23 | +5  | 7Oprykning til Division I 1962-63 |
| 3 | Östers IF      | 6 | 2 | 1 | 3 | 29 | – | 42 | −13 | 5                                 |
| 4 | IFK Norrköping | 6 | 2 | 0 | 4 | 22 | – | 24 | −2  | 4                                 |